# Froan
Froan, Froøyene ou Froværet est un archipel norvégien situé dans la commune de Frøya, Sør-Trøndelag. L'archipel est situé à environ 40 kilomètres à l' ouest de la péninsule Fosen. Le nom Froan vient probablement de «fraade», terme désignant l'écume de la mer lorsqu'elle touche la terre.
Deux des îles, Sørburøy et Sauøy, ont une petite population permanente d'environ 50 personnes. Sørburøy a une école primaire et secondaire avec environ 10 élèves. La pisciculture est pratiquée dans la région. La chapelle de Froan sur Sauøy a été construite en 1904.

## Géographie
Froan se compose de plusieurs centaines d'îles, en plus d'un certain nombre d' îlots et de rochers. Pour la plupart, les îles sont basses et vallonnées, avec un point culminant, Kunna, à 49 mètres. Certaines des îles ont de petits lacs ou étangs à la suite de l'extraction de tourbe comme moyen de chauffage. Quelques îles ont des zones de pâturage et des zones cultivées, et des moutons sont élevés à Sauøy.
Froan fait partie d'une série d'îles au nord-ouest de l'île de Frøya avec les villages de pêcheurs Sula, Bogøy et Mausund au sud, plus loin Gjæsingen, puis Froan, et se termine ensuite à la fin de l'ancien village de pêcheurs Halten et le phare d'Halten.

## Histoire
En 1694, le roi danois-norvégien Christian 5 a vendu Froøerne au fonctionnaire diocésain et juge Hans Kaas à Trondheim. Puis, en 1779, Henrik Borthen a acheté Froværet et sa famille a vendu le village de pêcheurs en 1923 à l'État, qui a vendu aux fermiers quelques années plus tard.

## Habitation
Les anciennes colonies sur les îles montrent une population précoce. Les habitants de l'île de Nordbuan (maintenant déplacés) estiment que sa lignée remonte à l'épidémie de peste noire lorsque les gens ont fui sur les îles.
Cependant, il n'y a pas d'indications fixes d'établissement permanent avant la première moitié du 18e siècle. Il y avait probablement des résidents permanents à Halten auparavant. Il y a des sources qui disent que Halten a été utilisé comme village de pêcheurs jusqu'en 1548. Les abords poissonneux  ont contribué à la croissance démographique et à une population importante en haute saison, ce qui a fait de Halten le plus grand et le plus important village de pêcheurs de Fosen. Jusqu'à 900 hommes doivent y avoir passé la nuit pendant la saison de frai de la morue au début de l'année.
Le développement de la population n'a pas été linéaire. En 1865, 190 personnes vivaient à Froan et en 1900, ce nombre est passé à 272. La population a diminué rapidement après la Seconde Guerre mondiale. En 1960, plus de 400 personnes vivaient à Froan, en 1970 environ. 300, en 1983 environ 130 et en 1992 75 personnes.

## Économie
Les habitants de Froan ont vécu de la pêche et des quelques terres agricoles et du peu de bétail que l'archipel pouvait abriter. La chasse aux phoques et aux oiseaux était importante, mais surtout la collecte des œufs et du duvet, qui était très organisée. Les habitants se rassemblaient sur leurs îles, ils ramassaient œufs et duvet. Ils étaient autorisés à garder mais le duvet revenait à la famille Borthen[pas clair]. Les droits sur les œufs et la collecte du duvet ont été confirmés légalement à plusieurs reprises (1756, 1781, 1801 et en 1810, entre autres) car il y avait parfois un afflux important de personnes de l'extérieur[pas clair]

## Communication
Il y a une liaison en bateau entre Froan et Sistranda sur Frøya plusieurs fois par semaine, et un peu plus souvent pendant l'été qui alimente une migration importante vers les îles durant la période estivale.

## Réserve naturelle
Froan possède la plus grande zone maritime contiguë qui est protégée en tant que réserve naturelle en Norvège. La réserve naturelle et l'aire de conservation du paysage de Froan ont été créées en 1979 . Il existe des restrictions à la libre circulation dans la réserve à certaines périodes de l'année.